# Langona bisecta
Langona bisecta là một loài nhện trong họ Salticidae.
Loài này thuộc chi Langona. Langona bisecta được George Newbold Lawrence miêu tả năm 1927.